# IEEE 802
IEEE 802 est un comité de l'IEEE (Institute of Electrical and Electronics Engineers) qui décrit une famille de normes relatives aux réseaux locaux (LAN) et métropolitains (MAN) basés sur la transmission de données numériques par des liaisons filaires ou sans fil. Plus spécifiquement, les normes IEEE 802 sont limitées aux réseaux utilisant des paquets de tailles variables contrairement à ceux où les données sont transmises dans des cellules de taille fixe et généralement courtes. Également non traités par l'IEEE 802 : les réseaux isosynchrones où des données sont acheminées par groupes d'octets à intervalles réguliers.
Le numéro de la norme ne vient pas, comme il est parfois affirmé, de la date de fondation du comité (février 1980) ; il s'agissait simplement du premier numéro disponible pour une norme IEEE.

## Description
Les services et les spécifications décrits par l'IEEE 802 se réfèrent aux deux couches inférieures du modèle OSI qui en contient sept, à savoir la couche physique (PHY) et la couche liaison de données.
Dans les faits, l'IEEE 802 découpe la couche liaison en deux sous-couches appelées Logical Link Control (LLC) et Media Access Control (MAC), de sorte que les couches puissent être énumérées comme suit :
- Couche liaison de données
  - sous couche LLC
  - sous couche MAC
- Couche physique ou PHY

Les standards IEEE 802 sont maintenus par le comité de normalisation LAN/MAN (LMSC pour LAN/MAN Standards Committee). Les standards les plus largement répandus sont l'Ethernet, le Token Ring, le Wi-Fi, les VLAN.

### Vue d'ensemble
Le schéma ci-dessous est une adaptation du synopsis de la famille de normes IEEE 802 consigné dans la section Introduction. Celui-ci donne une vue d'ensemble des groupes de normes qui sont à la base du développement des technologies relatives à l'interconnexion des réseaux informatiques par liaison filaire ou sans fil. Toutes les normes du standard IEEE 802 sont développées en relation avec le Modèle OSI.

## Évolution du standard IEEE 802
L'évolution des ordinateurs en matière de performances et de fonctionnalités associées aux possibilités de mise en réseau par le biais de liaisons filaires ou sans fil a nécessité une révision et des améliorations de la norme. Voici, ci-dessous, l'historique des principales publications liées à ce standard.
- Standard de base IEEE 802.
  - Publication : 1990.
- Révision IEEE 802-2001.
  - Ratification : 6 décembre 2001.
  - Publication : 8 mars 2002.
- Amendement IEEE 802a-2003.
  - Ratification : 12 juin 2003.
  - Publication : 18 septembre 2003.
- Amendement IEEE 802b-2004.
  - Ratification : 25 mars 2004.
  - Publication : 21 avril 2004

## Liste des secteurs relatifs à la famille de normes IEEE 802
Chaque secteur fait à l'attention d'un groupe de travail spécifique :
- IEEE 802.1 : Gestion des réseaux locaux, VLAN, authentification, etc.
  - IEEE 802.1aq : Permettre un routage à trajets multiples
  - 802.1D (en) : Pont (réseau) et Spanning Tree Protocol
  - IEEE 802.1Q : Permet de propager plusieurs VLAN sur un même lien physique (trunk)
    - 802.1Qay : Marquage de VLAN

  - IEEE 802.1s : Multiple Spanning Tree Protocol
  - IEEE 802.1X : Sécurité des réseaux informatiques
  - IEEE 802.1W : Rapid Spanning Tree Protocol
- IEEE 802.2 : Distinction entre couche Logical Link Control (LLC) et Media Access Control (MAC)
- IEEE 802.3 : Couche média CSMA/CD Ethernet
  -     - IEEE 802.3ab, IEEE 802.3ac, IEEE 802.3ad, IEEE 802.3ae, IEEE 802.3af, IEEE 802.3ah, IEEE 802.3ak, IEEE 802.3an, IEEE 802.3ap, IEEE 802.3aq, IEEE 802.3as, IEEE 802.3at, (amélioration de Power on Ethernet), IEEE 802.3az (optimisation énergétique d'Ethernet),

  - IEEE 802.3b
    - IEEE 802.3ba (Ethernet 40 et 100 Gbit/s), IEEE 802.3bc à IEEE 802.3bz, IEEE 802.3cd de 2018 (Medium Access Control pour 50, 100 et 200 Gb/s)

  - IEEE 802.3c, IEEE_802.3d, IEEE 802.3e, IEEE 802.3i, IEEE 802.3j, IEEE 802.3q, IEEE 802.3u, IEEE 802.3x, IEEE 802.3y, IEEE 802.3z
- IEEE 802.4 : Couche média CSMA/CA Token Bus et AppleTalk (utilisée en informatique industrielle) (dissous)
- IEEE 802.5 : Couche média Token Ring (IBM)
- IEEE 802.6 (en) : Groupe de conseils sur les réseaux à grande distance (Réseau métropolitain ou MAN) (dissous)
- IEEE 802.7 (en) : Groupe de conseils sur les réseaux à large bande (dissous)
- IEEE 802.8 (en) : Groupe de conseils sur les réseaux sur fibre optique (dissous)
- IEEE 802.9 (en) : Réseaux à intégration de services comme RNIS (dissous)
- IEEE 802.10 (en) : Interopérabilité de la sécurité des LAN/MAN (dissous)
- IEEE 802.11 : Réseaux sans fil : réseau sans fil Wi-Fi
  - IEEE 802.11a : Transmission de données par liaison sans fil à des débits allant jusqu'à 54 Mbit/s sur la bande de fréquences des 5 GHz.
  - IEEE 802.11ad : Réseau sans fil sur la bande de fréquence comprise des 60 GHz
  - IEEE 802.11b : Transmission de données par liaison sans fil à des débits 1 Mbit/s sur la bande de fréquences des 2,4 GHz
  - IEEE 802.11ac : Réseau sans fil sur la bande de fréquence comprise entre 5 et 6 GHz
  - IEEE 802.11e : QOS
  - IEEE 802.11g : Réseaux sans fil pour des débits allant jusqu'à 54 Mbit/s dans la bande de fréquences des 2,4 GHz
  - IEEE 802.11i : Réseaux sans fil, Wi-Fi Protected Access2
  - IEEE 802.11n : Amendement et améliorations des normes IEEE 802.11a et IEEE 802.11g
  - IEEE 802.11r : Réseaux sans fil, pouvoir basculer rapidement d'un point d'accès à un autre (Fast Basic Service Set Transition : transition rapide de jeu de services élémentaires)
  - IEEE 802.11ax : Réseaux sans fil conçus pour fonctionner sur tout le spectre fréquentiel entre 1 et 7,1 GHz
- IEEE 802.12 : Réseaux locaux utilisant un mécanisme de demande de priorité
- IEEE 802.13 : Inutilisé (À l'origine réseaux Mapway (dissous))
- IEEE 802.14 (en) : Réseaux et modems câble (dissous)
- IEEE 802.15 (en) : Réseaux personnels sans fil (WPAN) comme le Bluetooth
  - IEEE 802.15.4 : Low Rate Wireless Personal Area Network, utilisé par exemple par ZigBee ou 6LoWPAN
- IEEE 802.16 : Réseaux sans fil à large bande principalement le WiMAX
- IEEE 802.17 (en) : Réseaux de fibres optiques en anneau (Resilient Packet Ring)
- IEEE 802.18 (en) : Groupe de conseils pour la normalisation des communications radioélectriques (802.11, 802.15, 802.16, 802.21, 802.22)
- IEEE 802.19 (en) : Groupe de conseils sur la cohabitation avec les autres standards
- IEEE 802.20 (en) : Accès sans fil à bande large
- IEEE 802.21 (en) : Transfert automatique des liaisons indépendamment du média
- IEEE 802.22 : Réseaux régionaux sans fil